# Anommatus dentatus
Anommatus dentatus is een keversoort uit de familie knotshoutkevers (Bothrideridae). De wetenschappelijke naam van de soort werd in 1973 gepubliceerd door Roger Dajoz.